# Gerhard Schmidhuber
Gerhard Schmidhuber (Dresden, 9 de Abril de 1894 - Budapeste, 11 de Fevereiro de 1945) foi um general alemão durante a Segunda Guerra Mundial. Nasceu em Dresden em 9 de Abril de 1894, morto em ação em Budapeste em 11 de Fevereiro de 1945.

## Biografia
Gerhard Schmidhuber foi voluntário na infantaria em 1914. Foi um Leutnant da reserva em 1915 e deixou o exército em 1920. Retornou ao exército em 1934 com a patente de Hauptmann, sendo promovido para major e comandante de um Batalhão de Infantaria em Setembro de 1939.
Promovido a Oberstleutnant em janeiro de 1941, Oberst em 1 de Abril de 1942 e Generalmajor em 1 de Outubro de 1944. Após um tempo na Escola de tropas Panzer, se tornou o comandante do Panzer Grenadier Regimet 304 (11 de Julho de 1943) e após comandante interino da 7ª Divisão Panzer (2 de Maio de 1944) e 13ª Divisão Panzer (9 de Setembro de 1944).

## Condecorações
- Cruz de Ferro 2ª Classe
- Cruz de Ferro 1ª Classe
- Cruz Germânica em Ouro — 28 de fevereiro de 1942
- Cruz de Cavaleiro da Cruz de Ferro — 18 de outubro de 1943[2]
  - Folhas de Carvalho — n° 706 21 de Janeiro de 1945[2]